# Кашенцы
Ка́шенцы (бел. Кашанцы) — деревня в Берестовицком районе Гродненской области Белоруссии.
Входит в состав Берестовицкого сельсовета.
Расположена в юго-западной части района. Расстояние до районного центра Большая Берестовица по автодороге — 4 км и до железнодорожной станции Берестовица — 4 км (линия Мосты — Берестовица). Ближайшие населённые пункты — Ивашковцы, Тетеревка, Шелепки. Площадь занимаемой территории составляет 0,3075 км², протяжённость границ 3787 м.

## История
Впервые упоминаются в XVIII веке. За подавлением восстания Костюшко 1794 года последовал Третий раздел Речи Посполитой, в результате которого территория Великого княжества Литовского отошла к Российской империи и деревня была включена в состав новообразованной Велико-Берестовицкой волости Гродненского уезда Слонимского наместничества. На 1796 год значилась как фольварк с 167 жителями, владение Коссаковских. Затем с 1797 года в Литовской, а с 1801 года в Гродненской, губерниях. В 1845 году числились как деревня, приписанная к фольварку Ивашковцы, часть имения Большая Берестовица, принадлежавшего Л. Коссаковской. Насчитывали 17 дворов и 118 жителей. Деревня отмечена на карте Шуберта (середина XIX века) как деревни Кашинцы и Лепсы. В 1864 году насчитывалось 26 дворов (из них 6 дворов крестьян безземельных), 78 ревизских душ и 29 батраков. На 1890 год насчитывалось 234 десятины крестьянской земли у деревни Кашинцы и 167 десятин у деревни Лепесы. По описи 1897 года значилось 30 дворов с 217 жителями. На 1914 год — 290 человек. С августа 1915 по 1 января 1919 года входили в зону оккупации кайзеровской Германии. Затем, после похода Красной армии, в составе ССРБ. В феврале 1919 года в ходе советско-польской войны заняты польскими войсками, а с 1920 по 1921 год войсками Красной Армии.
После подписания Рижского договора, в 1921 году Западная Белоруссия отошла к Польской Республике и Кашенцы были включены в состав новообразованной сельской гмины Велька-Бжостовица Гродненского повета Белостокского воеводства. В 1924 году состояли из двух деревень:
- Кашинцы насчитывали 13 дымов (дворов) и 94 души (48 мужчин и 46 женщин). Все жители — православного вероисповедания, из них 29 поляков и 65 белорусов;
- Лепесы — 16 дымов и 108 душ (54 мужчины и 54 женщины). Из них 3 католика, 105 православных и 3 поляка, 105 белорусов.

В 1939 году, согласно секретному протоколу, заключённому между СССР и Германией, Западная Белоруссия оказалась в сфере интересов советского государства и её территорию заняли войска Красной армии. В 1940 году деревня вошла в состав новообразованного Большеберестовицкого сельсовета Крынковского района Белостокской области БССР. С июня 1941 по июль 1944 года оккупирована немецкими войсками. Деревня потеряла 13 жителей, погибших на фронте и в партизанской борьбе. Впоследствии, в память погибших земляков в деревне установили мемориальный знак. С 20 сентября 1944 года в Берестовицком районе. 16 июля 1954 года включена в состав Иодичского сельсовета. В 1959 году насчитывала 181 жителя. С 25 января 1962 года по 30 июля 1966 входила в состав Свислочского района. В 1970 году насчитывала 267 жителей. С 11 февраля 1972 года в Берестовицком поселковом, а с 19 января 1996 года в сельском, советах. В 90-х годах к Кашенцам присоединили Лепесы. На 1998 год насчитывала 57 дворов и 103 жителя. До 26 июня 2003 года входила в состав колхоза «Красный Октябрь» (бел. Чырвоны Кастрычнік).

## Демография
- Источники данных: Гарады и вёскi Беларусi. Гродзенская вобласць «Беларуская Энцыклапедыя iмя Петруся Броўкi»; Индекс населённых пунктов Республики Польской. Том 5. Белостокское воеводство; Демографическая ГИС сельского населения Республики Беларусь
- с 1998 года — численность населения слившихся вместе Кашенцев и Лепесов

## Транспорт
Через Кашенцы проходит республиканская дорога Р99 Барановичи—Гродно.

## Памятные места
Памятник, установленный на месте воинского захоронения в деревне Кашенцы, воздвигнут в честь героического подвига группы воинов Красной Армии, павших в неравном бою с фашистскими захватчиками 29 июня 1941 года, и в память земляков, жителей деревень Кашенцы и Лепесы, не вернувшихся с фронтов Великой Отечественной войны в 1941—1945 годы.